# Гарсия Карписо, Брайан
Бра́йан Альбе́рто Гарси́я Карпи́со (исп. Brian Alberto García Carpizo; род. 31 октября 1997, Леон, Гуанахуато) — мексиканский футболист, защитник клуба «Толука» и сборной Мексики.

## Клубная карьера
Гарсия — воспитанник клубов «Керетаро» и «Тихуана». В 2019 году он был включён в заявку на сезон последних. В 2020 году Брайан выступал за «Кафесса Халиско» во Втором дивизионе Мексики. Летом того же года Гарсия перешёл в «Симарронес де Сонора». В матче против «Тапатио» он дебютировал за новую команду. 13 ноября в поединке против «Венадос» Брайан забил свой первый гол за «Симарронес де Сонора». Летом 2021 году Гарсия подписал контракт с клубом «Некакса». 24 июля в матче против «Сантос Лагуна» он дебютировал в мексиканской Примере. 19 сентября 2022 года в поединке против своего бывшего клуба «Тихуана» Брайан забил свой первый гол за «Некаксу». 
В начале 2023 года Гарсия перешёл в «Толуку». 15 января в матче против столичной «Америки» он дебютировал за новую команду. 24 февраля в поединке против «Сантос Лагуна» Брайан забил свой первый гол за «Толуку». 

## Международная карьера
17 декабря 2023 года в товарищеском матче против сборной Колумбии Гарсия дебютировал за сборную Мексики.